# گمینا اونگیوو
گمینا اونگیوو (به لهستانی:  Gmina Uniejów) یک گمینا در لهستان است که در شهرستان پودمبیتسه واقع شده‌است. گمینا اونگیوو ۱۲۹٫۰۱ کیلومتر مربع مساحت و ۷٬۲۴۹ نفر جمعیت دارد.